# Katedrála svaté Trojice (Jekatěrinburg)
Katedrála svaté Trojice (rusky Свято-Троицкий кафедральный собор) je klasicistní pravoslavný chrám v ruském Jekatěrinburgu.

## Historie
Chrám byl založen roku 1818 jako klasicistní modlitebna pro starověrce, kterou však stát nedovolil dostavět. Do roku 1838 tak budova pustla, až se jí ujala skupina starověrců, kteří přistoupili na kompromis s pravoslavnou církví (bohoslužby směli provádět podle starého ritu, avšak pouze v pravoslavných chrámech knězi vybranými pravoslavným biskupem).
Severní přídělek zasvěcený Janu Zlatoústému byl vysvěcen 12. října 1839. Jižní přídělek zasvěcený svatému Mikuláši potom 13. října 1849. 13. května 1852 byl nakonec vysvěcen hlavní chrám, zasvěcený svaté Trojici. Autorem projektu dostavby byl architekt německého původu Viktor Alexandrovič Hartmann. O dva roky později ještě přibyla zvonice.
Roku 1930 byla katedrála z rozhodnutí městské rady uzavřena. Kupole a zvonice byly zbourány a vnitřní dispozice byla uzpůsobena novému využití: fungovalo zde kino, tkalcovna, Dům kultury automobilistů. Od roku 1981 se zde konal festival fantasy literatury Aelita, na sklonku 80. let zde byly pořádány rockové koncerty.
V 90. letech byl objekt navrácen církvi a rozeběhla se komplexní restaurace. Mezi lety 1998-1999 byly obnoveny kupole, v roce 2000 zvonice. Slavnostní vysvěcení provedl 24. září 2000 patriarcha Alexij II.

## Galerie

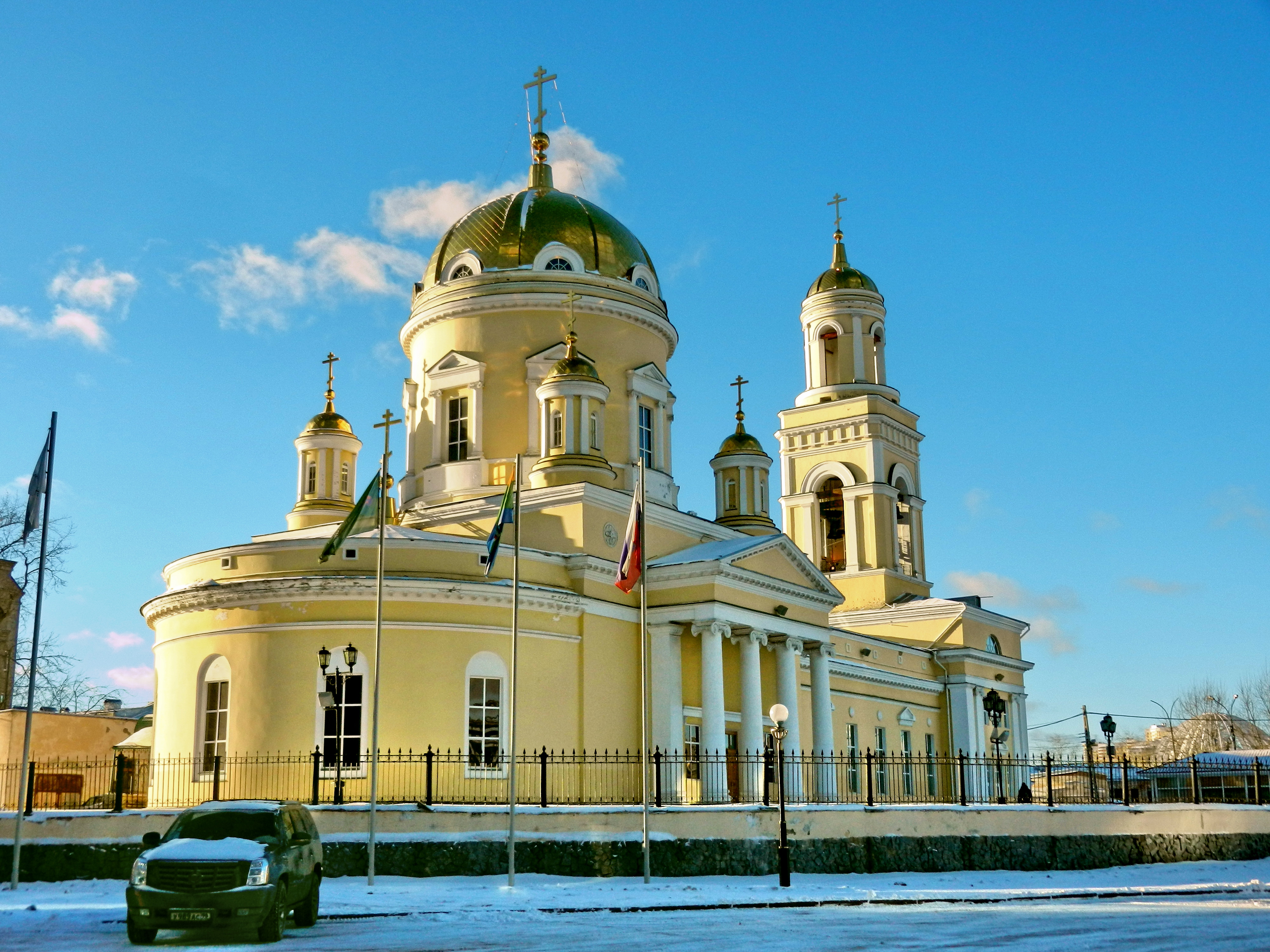
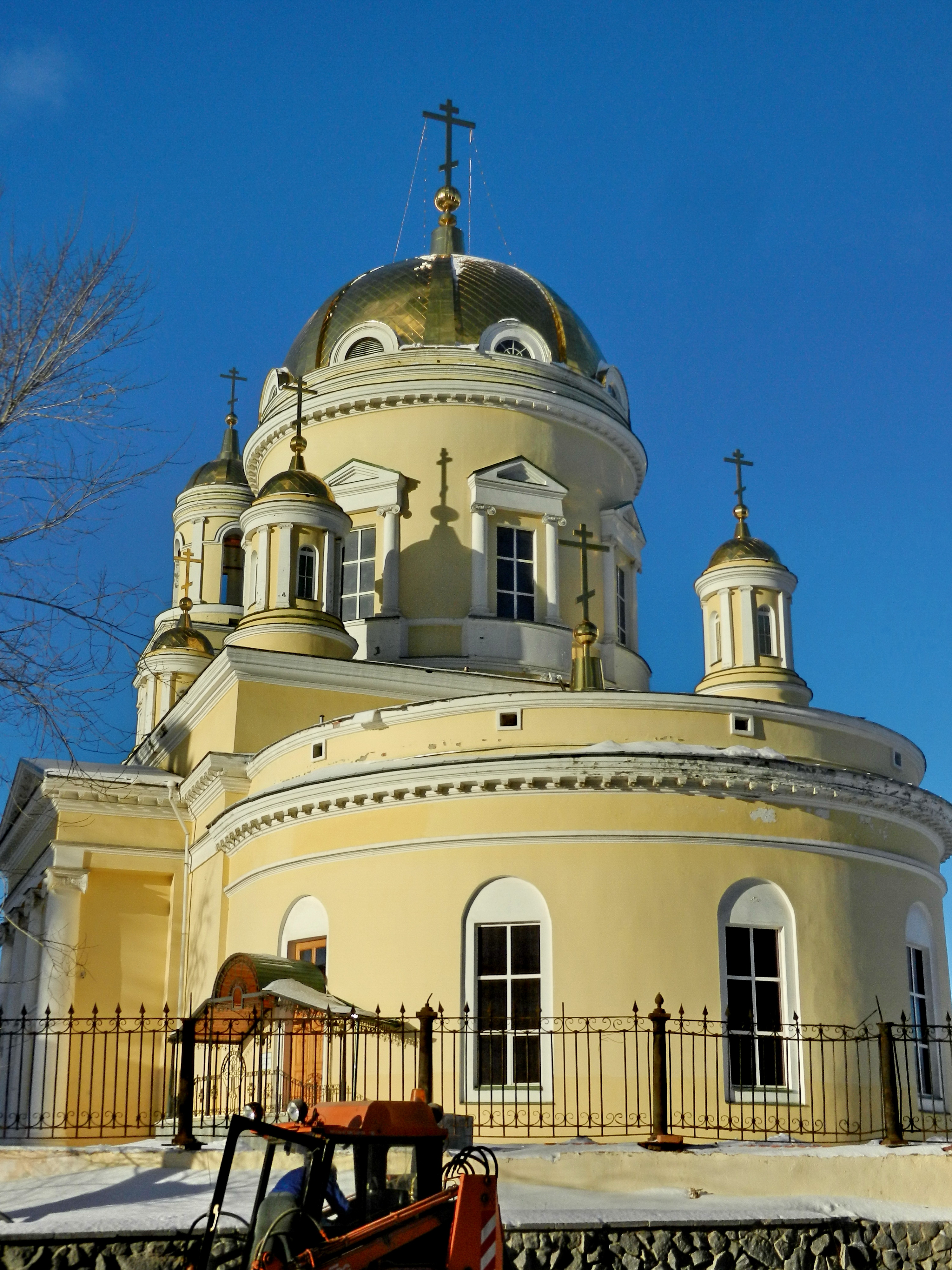
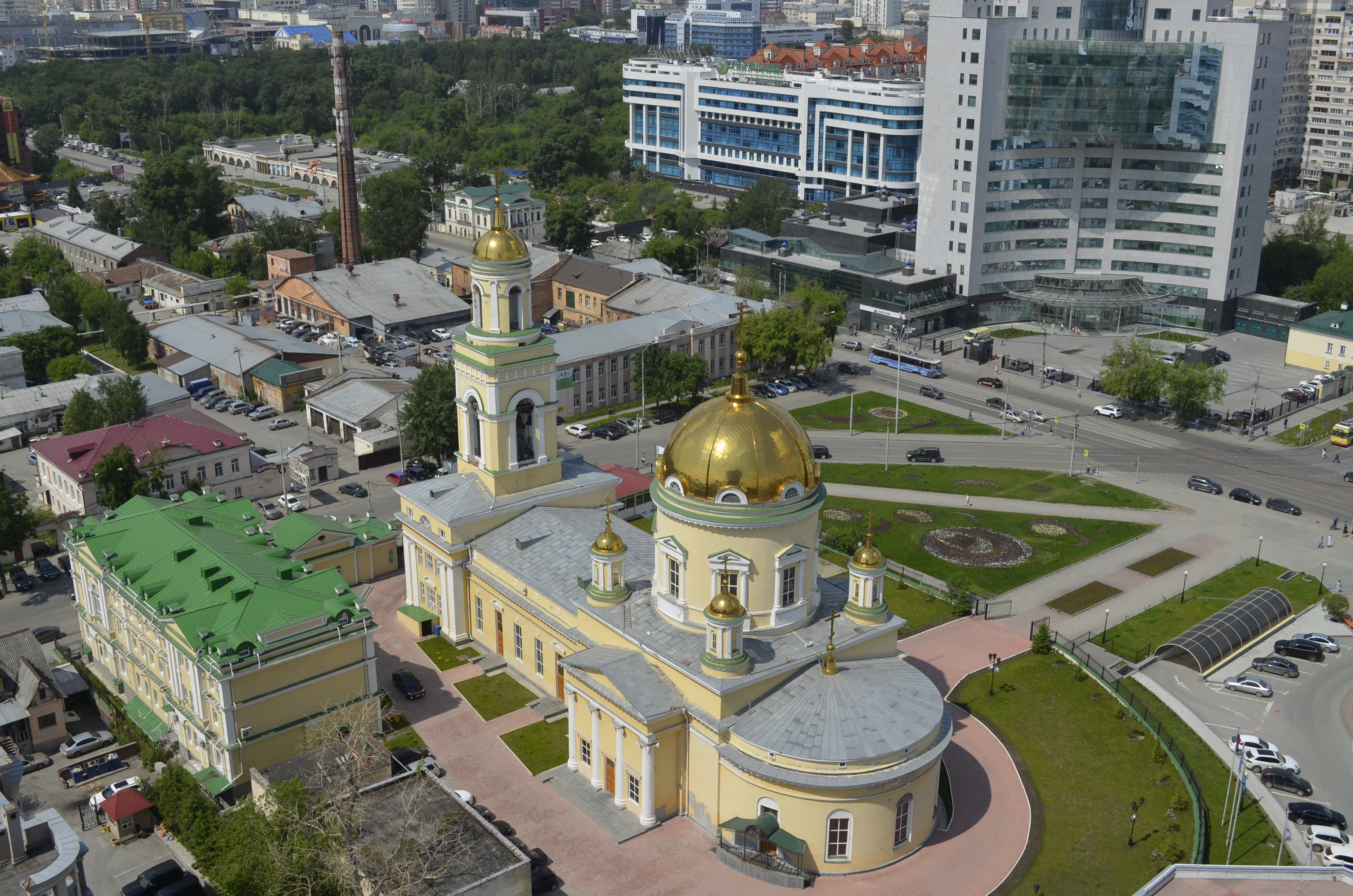
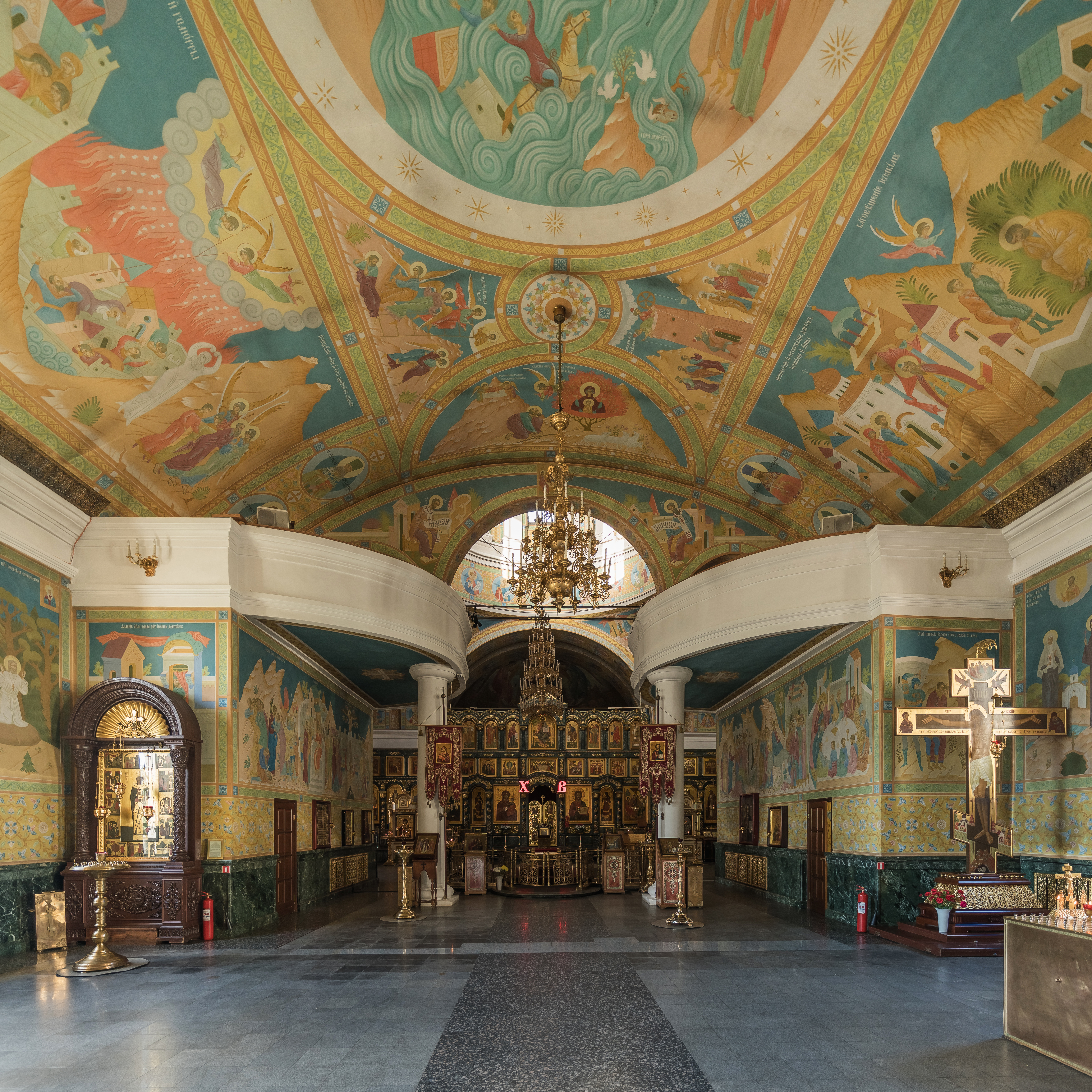
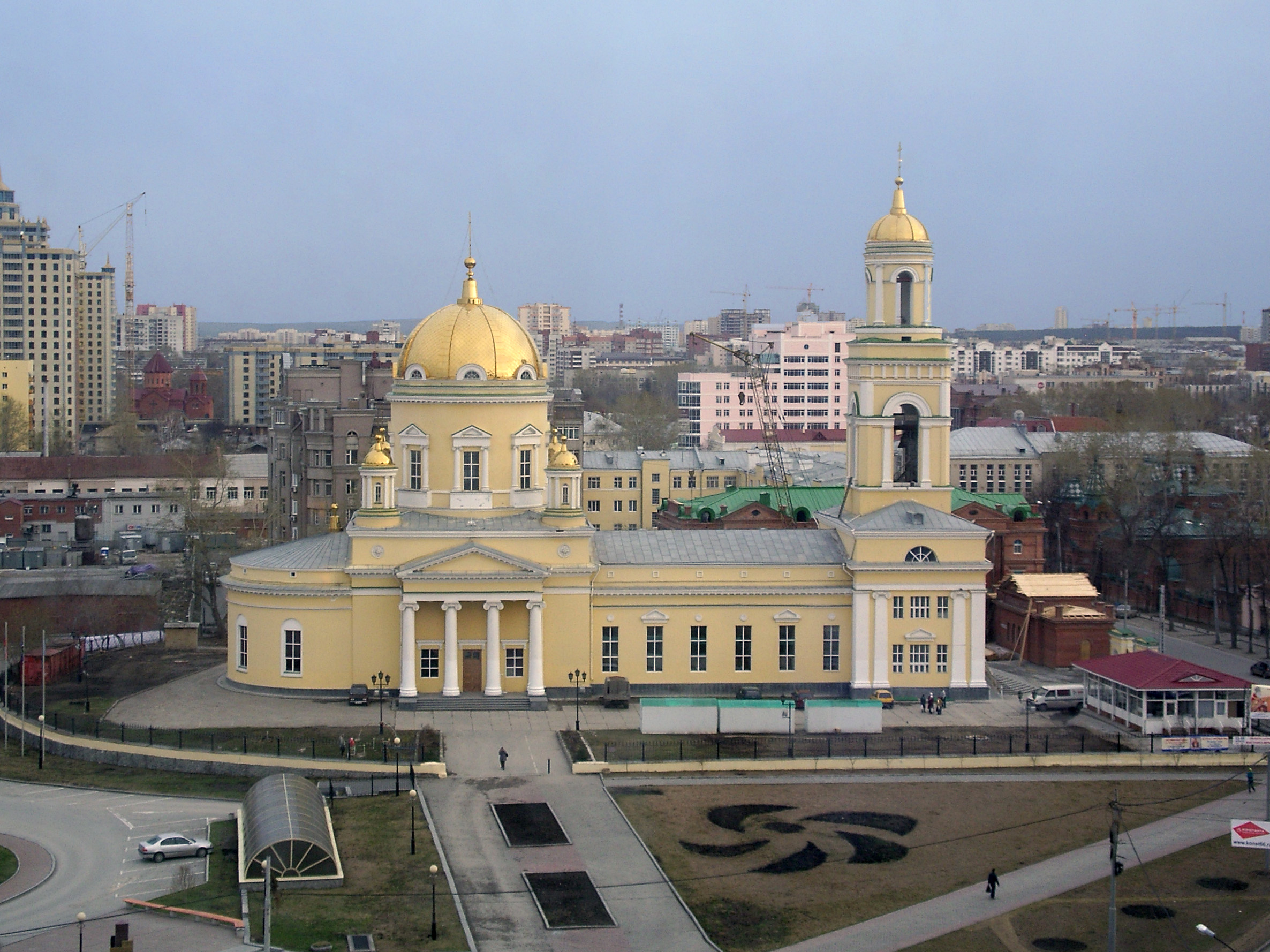